# Osowica
Osowica (ukr. Осовиця, Osowycia) – wieś na Ukrainie w rejonie złoczowskim obwodu lwowskiego.